# ウィレム・ヴァン・オッテルロー
ウィレム・ヴァン・オッテルロー（Willem van Otterloo、1907年12月27日 - 1978年7月28日）は、オランダの指揮者。作曲家、チェリストでもあった。

## 略歴
オランダのヴィンテルスヴァイクに生まれる。ユトレヒト大学で医学を学ぶが、その後アムステルダム音楽院に進む。はじめはチェリストであったが、1932年に指揮者としてデビュー。
1937年にユトレヒト市立管弦楽団（ユトレヒト交響楽団）の常任指揮者に就任する。1949年から1973年の長きにわたりハーグ・レジデンティ管弦楽団の首席指揮者、音楽監督としてその育成に貢献した。
また、1974年から1977年までデュッセルドルフ交響楽団の首席指揮者を務めた。オーストラリアにおいて1967年から1970年までメルボルン交響楽団、1971年から1978年の死去に至るまでシドニー交響楽団の首席指揮者をつとめている。滞在中のメルボルン近郊で交通事故により急死。
フィリップスやコンサート・ホール・ソサエティ等に多くの音源を残し、特にベルリン・フィルと協演した幻想交響曲や、ニキタ・マガロフと協演したブラームスのピアノ協奏曲第2番は評価が高い。最晩年にはシドニー交響楽団とベートーヴェンの交響曲全集のレコーディングに取り組んでいたが、第1番、「英雄」、第4番、「運命」、「田園」の5曲までを録音した時点でオッテルローは死去し、プロジェクトは半ばで頓挫している。

## 作品
- 弦楽オーケストラのための組曲（1938年?）
  1. ムゼッテ
  2. エレジー
  3. スケルツォ
  4. バッソ・オスティナート
- シンフォニエッタ（1943年）
（三重の木管と4本のホルンのための）
  1. モルト・ソステヌート
  2. テムポ・ヴィーヴォ
  3. モルト・ソステヌート
  4. モルト・アレグロ
- セレナーデ（1944年）
（12人の金管奏者とハープ、ピアノ、チェレスタ、打楽器のための）
  1. マルシュ（行進曲）
  2. ノクテュルヌ（夜想曲）
  3. スケルツォ
  4. ヒュムネ（讃歌）
- シューベルトの幻想曲ヘ短調D940（ピアノ連弾曲）の管弦楽編曲版（1940年、1952年）
- イントラーダ（1958年）
（金管楽器と打楽器のための）

## 文献
- Niek Nelissen: Willem van Otterloo (1907-1978), een dirigentenloopbaan (Academisch proefschrift Radboud Universiteit Nijmegen 2009). Uitg. Van Gruting, Westervoort, 2009. ISBN 978 90 75879 407